# Opération Van
L'Opération Van est l'attaque du consulat de Turquie à Paris (France), le 24 septembre 1981, par l'Armée secrète arménienne de libération de l'Arménie.

## Organisation
L'opération Van est, en partie, organisée par Monte Melkonian. Les Arméniens appellent « opération Van » leur attaque contre le consulat, d'après une ancienne capitale d'Arménie, où les Turcs ont tué 200 000 personnes au cours du génocide arménien de 1915, et où a eu lieu la défense de Van.

## Déroulement de l'opération
L'opération Van commence vers 11 h 30, le 24 septembre 1981, lorsque quatre Libanais d'origine arménienne, Vasken Sako Sislian (commandant du commando), Kevork Abraham Guzelian, Aram Avedis Basmajian et Agop Abraham Turfanian-Dzhulfayan, membres de l'Armée secrète arménienne de libération de l'Arménie (Asala), se baptisant eux-mêmes escadron suicide, occupent le consulat de Turquie et prennent en otage 56 personnes, dont huit femmes et un enfant de trois ans,. Durant l'action, deux assaillants, un garde turc et le consul Kaya Inal sont blessés.
Le consulat, un bâtiment de neuf étages, situé Boulevard Haussmann, non loin de l'Arc de triomphe, est investi par des dizaines de policiers français, quelques minutes après l'occupation. Des tireurs d'élite prennent position sur les bâtiments en face du consulat et la zone est bouclée par la police anti-émeute, ce qui cause de gros embouteillages automobiles. Plusieurs bâtiments voisins du consulat sont évacués.
Les assaillants, qui déclarent être membre de l'Asala, menacent de faire exploser le bâtiment abritant le consulat si les policiers français tentent d'intervenir. Au même moment, dans une déclaration remise aux bureaux de Beyrouth de l'Agence Reuters, et publiée par cette dernière, les « Commandos-suicide Yeghia Kechichian » de l'Asala menacent de tuer tous les otages si la Turquie ne libère pas certains prisonniers politiques arméniens et si les autorités interviennent dans l'occupation du consulat. Parmi les prisonniers turcs, dont les militants de l'Asala demandent la libération, figurent deux prêtres, dont Manvel Erkatyan, et des combattants révolutionnaires, cinq Turcs et cinq Kurdes.
Les Français et les Turcs savent, d'expérience, qu'ils doivent prendre les Arméniens au sérieux. L'Armée secrète, basée à Beyrouth, revendique au moins 136 attaques contre des Turcs, durant les six années précédentes, parmi lesquelles seize meurtres et de nombreux attentats à la bombe, dans des villes comme Sydney, Zurich et Los Angeles. Dans la seule ville de Paris, les militants de l'Asala ont tué six personnes, les deux premières étant l'ambassadeur turc Ismail Erez et son chauffeur, en 1975. Le groupe arménien cherche à venger le génocide des Arméniens par les Turcs durant la Première Guerre mondiale.

 
L'ambassadeur de Turquie en France, Adnan Bulak, refuse de négocier et déclare que la Turquie ne détient pas de prisonniers politiques arméniens :

« Nous ne négocierons pas avec des terroristes. C'est la politique du gouvernement turc. Nous avons peut-être quelques prisonniers politiques turcs d'origine arménienne, mais il n'y a pas de prisonniers politiques arméniens »

Le gouvernement français entame des pourparlers par téléphone et à travers les vitres du consulat. Le garde turc Cemal Ozen est libéré, au bout de six heures, et confié à une équipe médicale de la police. Il meurt, peu après, dans un hôpital parisien.

 
De façon répétée, un militant apparaît à une fenêtre pour crier ses exigences. Il tient une grenade dans la main gauche, un pistolet dans la main droite et se protège derrière un otage. Plus tard, un militant blessé sort, faisant le V de la victoire et criant :

« Je demande le statut de réfugié politique »

Peu après minuit, le chef des militants entame les négociations qui conduisent à la fin de l'opération vers 2 h, le 25 septembre 1981. Il obtient, des autorités françaises, la promesse que les quatre militants recevront l'asile politique. Le ministre de l'Intérieur, Gaston Defferre, explique :

« Si nous avions refusé l'asile, ils seraient devenus des hommes désespérés »

Cependant, le 26 septembre 1981, le gouvernement français publie une déclaration annonçant que les hommes seront traduits en justice, pour les faits découlant de l'assaut, y compris la mort d'un garde turc :

« Quelque regrettables que puissent être les évènements historiques qu'ont invoqués les auteurs de cet acte, [l'occupation] était une attaque inadmissible contre les droits humains élémentaires et devient encore plus intolérable parce qu'une fois encore, des diplomates turcs affectés en France ont été attaqués »

## Suites judiciaires

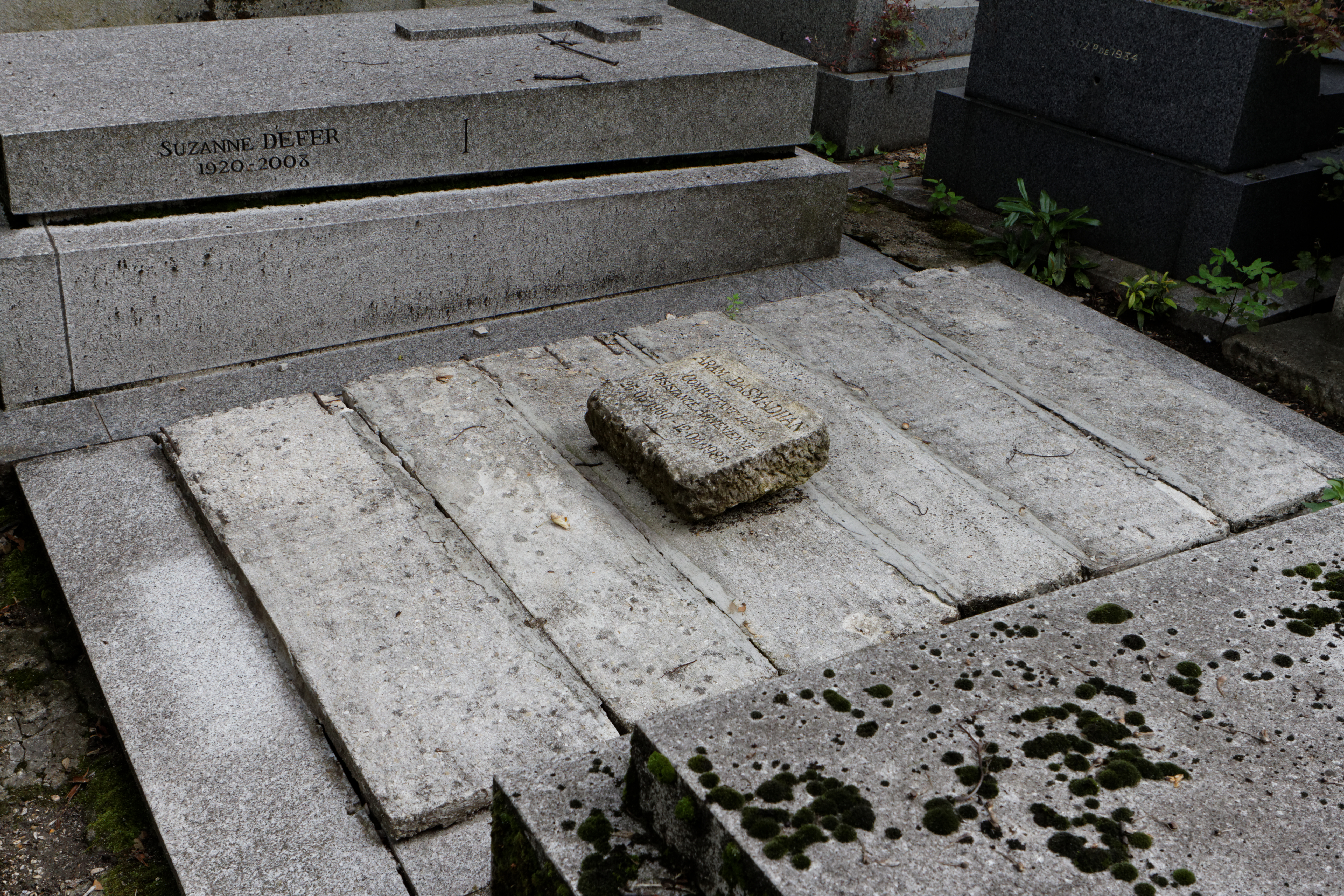
Tombe d'Aram Basmadjian au cimetière du Père-Lachaise.

Les quatre militants de l'opération Van sont accusés d'assassinat sur la personne d'un garde de sécurité et de tentative d'assassinat du consul. Les hommes sont également inculpés pour la détention illégale des 56 otages et d'infraction à la législation sur les armes. Entrant au tribunal souriants, les accusés, menottés, font tous le « V » de la victoire avec leurs mains. L'accusé Kevork Guzelian déclare au tribunal :

« Quel que soit votre verdict, notre action est déjà une victoire »

Pendant le procès, des manifestations et des marches ont eu lieu à Paris, en soutien aux accusés. Ils reçoivent également le soutien de Mélinée Manouchian, veuve du héros de la résistance française Missak Manouchian, et de la chanteuse Liz Sarian. Un des militants a pour avocat un futur sénateur et futur ministre délégué de l'Industrie français: Patrick Devedjian.
Les quatre militants, Vasken Sako Sislian, Kevork Abraham Guzelian, Aram Avedis Basmajian et Agop Abraham Turfanian-Dzhulfayan, sont condamnés, le 31 janvier 1984, à 7 ans de prison (dans lesquelles sont incluses les années de leur séjour en détention provisoire). Le verdict provoque une vive colère en Turquie. Ce verdict de la cour française contraste fortement avec ceux de procès similaires d'activistes arméniens, qui ont lieu, au même moment, aux États-Unis et en Yougoslavie. Là, les militants sont condamnés à la peine maximale. Ainsi, Hampig Sassounian, âgé de 19 ans, reconnu coupable de l'assassinat du consul turc à Los Angeles, Kemal Arikan, est condamné par un jury à la prison à vie, et continue à purger sa peine actuellement (2020),.
La presse internationale allègue que la légèreté des peines de quatre membres de l'Asala, inculpés de l'occupation du consulat de Turquie à Paris, fait partie d'un accord secret que le gouvernement socialiste français passe avec l'Asala en janvier 1982. En échange de la mansuétude de la justice française, l'Asala s'engage à ne pas mener de nouvelles attaques sur le sol français, tandis que le gouvernement français accorde aussi à l'Asala la libre utilisation des aéroports français. La croyance en l'existence de cet accord présumé est encore renforcée après que le ministre de l'Intérieur Gaston Defferre qualifie de « juste » la cause de l'Asala. La trêve entre la France et l'Asala prend fin lors de l'attentat à l'aéroport d'Orly, qui tue huit personnes, dont quatre Français. 
Aram Basmajian, se suicide, en 1985, et est enterré au cimetière du Père-Lachaise (32e division). Sislian, Guzelian et Dzhulfayan sont libérés de la prison de Fleury-Mérogis, en France, le 5 août 1986 et expulsés vers le Liban. Deux d'entre eux gagneront, plus tard, l'Arménie.

## Suites politiques
Selon Monte Melkonian, à cette époque membre de l'ASALA, et qui aide à planifier l'« opération Van » et à former les commandos, cette « opération Van », par le « commando suicide Yeghia Keshishian » marque le :

« pic historique de l'Asala. C'est le plus grand succès militaro-médiatique jamais obtenu dans l'histoire de la diaspora... En résumé, ce fut un énorme succès qui a créé une atmosphère jamais connue auparavant d'enthousiasme patriotique, et qui fait de l'Asala l'espoir aux yeux d'un grand nombre d'Arméniens pour la réalisation de nos aspirations nationales, »